# Torrelameu
Torrelameu è un comune spagnolo di 578 abitanti situato nella comunità autonoma della Catalogna.